# Mahamadou Issoufou
Mahamadou Issoufou  (1 de janeiro de 1952) é um político nigerino. Foi presidente de seu país de 7 de abril de 2011 até 2 de abril de 2021. Foi eleito em 2011 e reeleito em março de 2016 após um boicote eleitoral pela oposição no 2º turno das eleições.
Issoufou foi primeiro-ministro do Níger, entre 1993-1994. Foi  Presidente da  Assembleia Nacional, entre 1995-1996, e  se apresento como candidato em todas as eleições presidenciais desde 1993. Liderou o social-democrata Partido Nigerino pela Democracia e o Socialismo (PNDS-Tarayya) desde a sua fundação, em 1990, até 2011, quando foi finalmente eleito Presidente do Níger. Durante o governo de Mamadou Tandja (1999-2010), Issoufou foi o principal líder da oposição.
Issoufou, de etnia hauçá, nasceu na cidade de Dandaji, no Departamento de Tahoua. Engenheiro civil de minas formado pela École des Mines de Saint-Étienne (França), foi Diretor Nacional de Minas de 1980 a 1985, antes de se tornar Secretário-Geral da Companhia Mineira do Níger (SOMAIR). É casado com a  engenheira química Aïssata Issoufou, a sua primeira esposa, e com a  médica  Lalla Malika Issoufou, a segunda esposa.